# Pépé Kallé
Pépé Kallé, manchmal auch Pepe Kalle geschrieben, mit richtigem Namen Kabasele Yampanya (* 30. November 1951 in Leopoldville, Belgisch-Kongo; † 28. November 1998 in der Demokratischen Republik Kongo) war ein kongolesischer Sänger, Musiker und Bandleader. Seinen Geburtsnamen Kabasele Yampanya änderte er als eine Hommage an seinen Mentor Le Grand Kallé.
Mit einem über mehrere Oktaven gehenden Tonumfang und einer dynamischen Bühnenpräsenz begabt, veröffentlichte der 190 cm große (6 Fuß, 3 Zoll) und 136 Kilogramm (270 Pfund) schwere Sänger während seiner 20-jährigen Karriere mehr als 300 Lieder und 20 Alben. Bekannt unter den liebevollen Spitznamen "Der Elefant der afrikanischen Musik" und "La Bombe Atomique", unterhielt Kallé das Publikum mit seinen robusten Vorführungen.

## Musikalische Karriere
Seine musikalische Karriere begann er bei der Band Le Grand Kallé et l'African Jazz. Er trat später in Bella Bella auf und wurde der Leadsänger von Lipua Lipua, wo er neben Nyboma Mwandido sang. 1972 gründete Kallé zusammen mit Dilu Dilumona und Papy Tex die Band Empire Bakuba. Der Name stammte von einem kongolesischen Kriegsstamm. Die Band wurde binnen kurzer Zeit bekannt. Sie gehörte mit Zaiko Langa Langa zu den berühmtesten Jugendbands Kinshasas. Mit Hits wie Dadou von Pépé Kallé und Sango ya mawa von Papy Tex war die Band ständig in den Charts vertreten. Die Band erfand auch den neuen Tanz Kwassa Kwassa.
Zu ihrem zehnjährigen Jubiläum im Jahre 1982 wurde die Gruppe zur beliebtesten Zaires gewählt. In den frühen 1980er Jahren waren Empire Bakuba weiter auf Tourneen, während sie jedes Jahr mindestens vier Alben produzierten. Mitte der 1980er Jahre hatten sie eine riesige Fangemeinde im frankophonen Zentral- und Westafrika. Das Album Zouke zouke entstand 1986 in Zusammenarbeit mit Nyboma und gehörte zu den meistverkauften. Kallé arbeitete 1988 beim Album Moyibi wieder mit Nyboma zusammen und wurde so in ganz Afrika populär.
In den späten 1980er und den frühen 1990er Jahren verschmolz Kallé Elemente der temporeichen Version von Soukous, wie sie in Pariser Studios produziert wurde. Sein 1990 erschienenes Album Roger Milla – ein Tribut an den erfolgreichen kameruner Fußballer – ist ein klassisches Beispiel für diesen Musikstil.
1992 erlitt die Band ihren ersten Rückschlag, als der Tanzzwerg Emoro während einer Tour durch Botswana verstarb. Pépé Kallés Berühmtheit stieg trotzdem weiter an, als er die Alben Gigantafrique, Larger than Life und Cocktail veröffentlichte. Auch arbeitete er mit anderen legendären Musikern wie Lutumba Simaro und Nyoka Longo zusammen.
Am 28. November 1998 verstarb Pépé Kallé an einem Herzinfarkt.